# 聖巴巴拉市

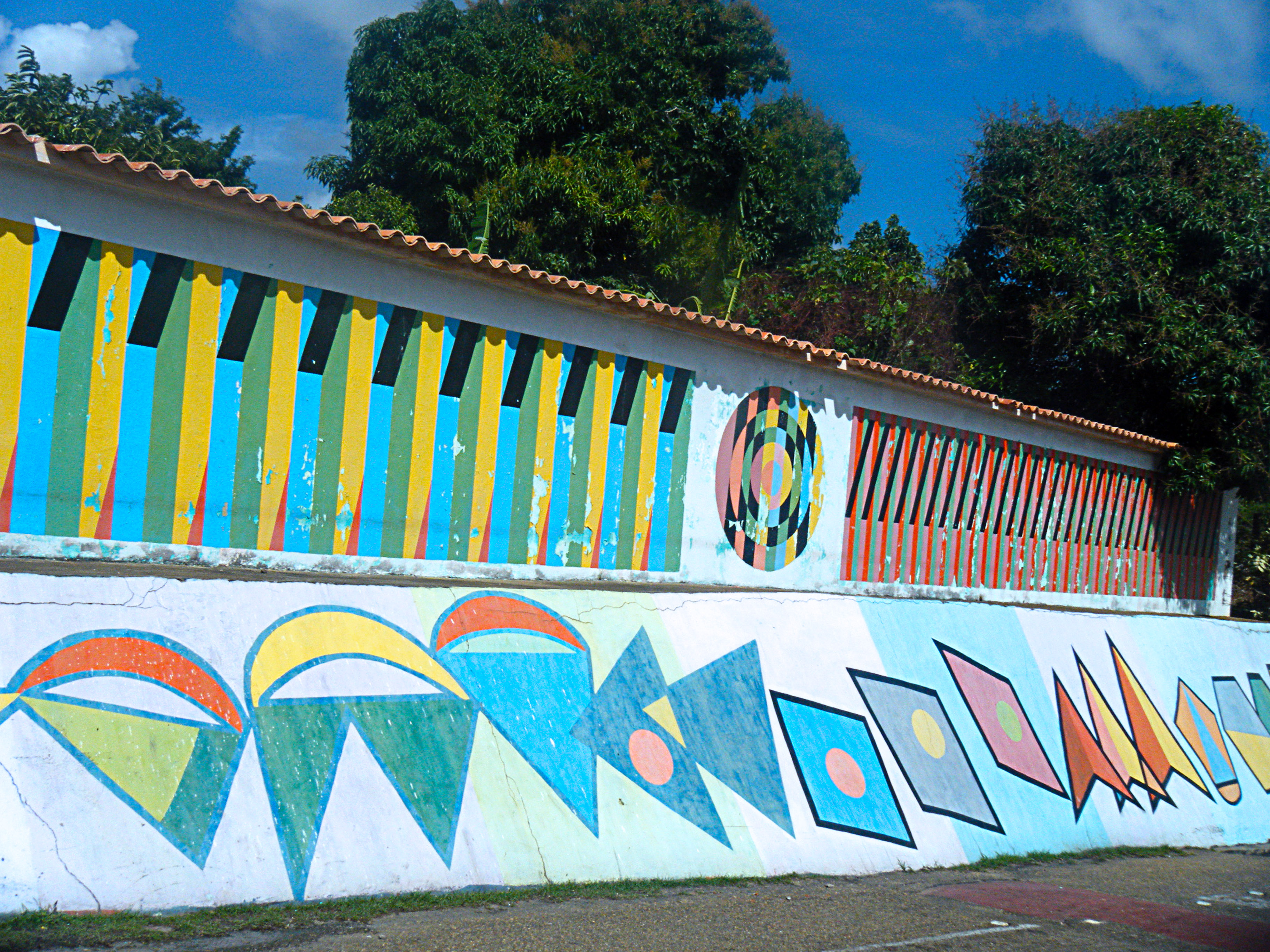

聖巴巴拉市（西班牙語：Santa Bárbara)是委內瑞拉的一個市，位於該國東部莫納加斯州，首府設於聖巴巴拉，面積299平方公里，2001年人口7,694，人口密度每平方公里25.7人。